# Epicrates assisi
Epicrates assisi é uma espécie de boa não-venenosa.

## Descrição

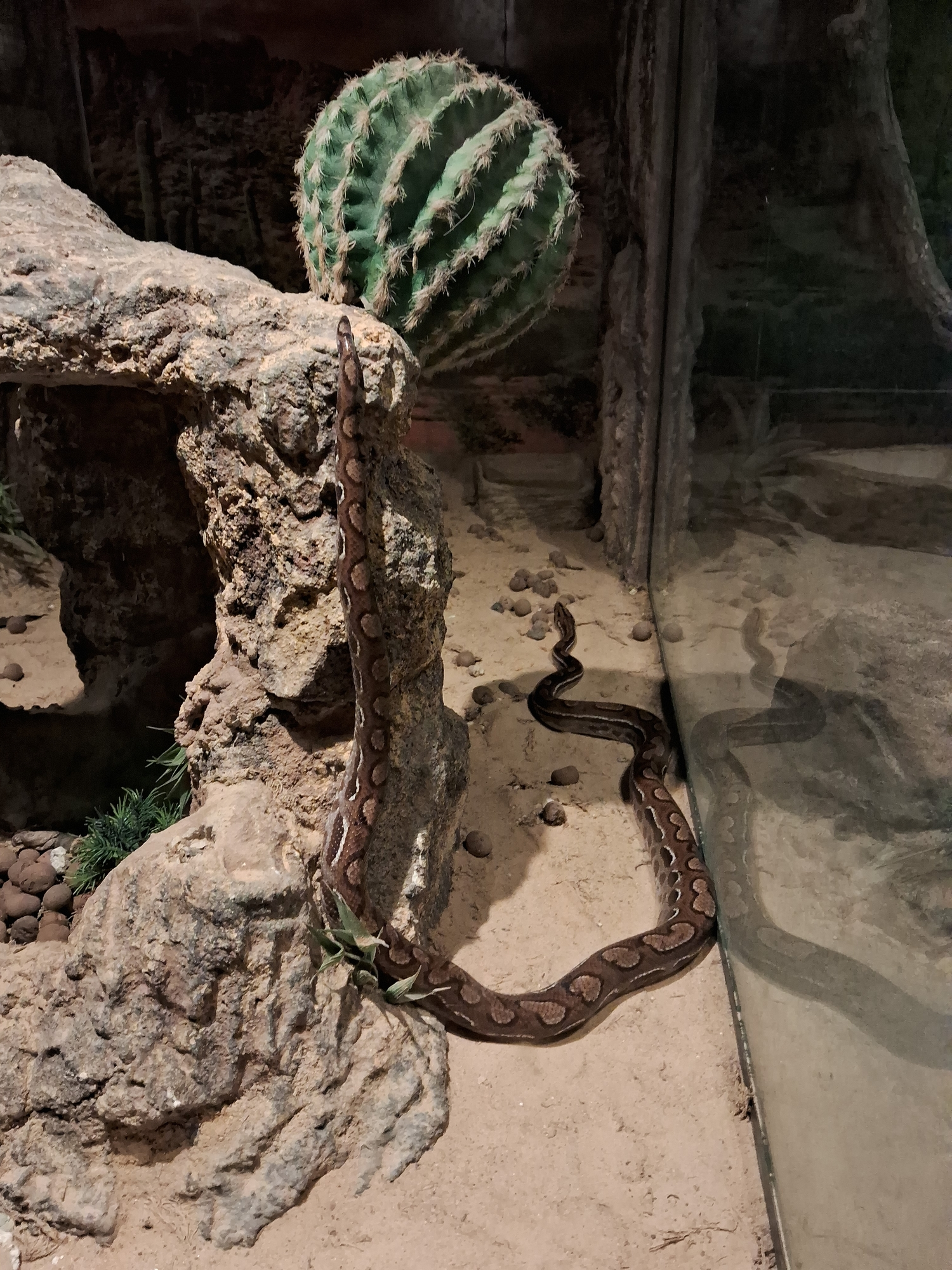
Jiboia arco-íris da caatinga em cativeiro em um zoológico

Originalmente descrita em 1945 pelo herpetologista brasileiro O. Machado. É uma espécie terrestre do gênero Epicrates, da família das jibóias na subordem de cobras. Ele vive em regiões quentes da América do Sul. É uma espécie endêmica do Brasil. Está distribuído nos estados de: Bahia, Paraíba, Piauí, Ceará, Sergipe, e Minas Gerais. É característico dos ambientes da caatinga.
Esta espécie é comumente chamada de Jiboia arco-íris devido ao brilho multicolorido que seu corpo mostra quando é exposto aos raios do sol. Seu comprimento é geralmente de cerca de 2 metros, no caso de fêmeas adultas. É um animal noturno de costumes tímidos. Alimenta-se especialmente de pequenos mamíferos; complementar sua dieta com pássaros. É caçado por seu couro, embora seja morto principalmente pelo medo gerado por todas as cobras, especialmente as grandes. Atualmente sua espécie tem sofrido pelo desmatamento de seu habitat natural e da transformação de seu ecossistema em terras agrícolas ou pecuária intensiva. Atualmente acredita-se que o tipo de amostra esteja perdido. O holótipo é um macho adulto, mantido no Instituto Vital Brasil (IVB) não numerado, coletado por Arlindo de Assis.